# Laurel Hubbard
Laurel Hubbard (Auckland, 1978. február 9. –) új-zélandi súlyemelő. 2021-ben részt vett az elhalasztott tokiói olimpián, ahol érmet nem szerzett. Az olimpiák történetének első transznemű résztvevője.
2012-ben esett át a nemváltó műtéten, azelőtt még férfiként számos junior rekordot döntött. Műtéte óta először 2017-ben indult versenyen.
Amikor kvalifikált a 2021-es tokiói olimpiára, nagy médiavisszhang alakult ki. Voltak, akik támogatták, illetve olyanok is, akik nem. 43 éves korával az olimpián részt vevő legidősebb súlyemelők között volt.